# A Rough Ride with Nitroglycerine
A Rough Ride with Nitroglycerine è un cortometraggio muto del 1912 scritto, diretto e interpretato da William Duncan.

## Trama
Per vendicarsi, un gruppo di uomini ha progettato di far saltare per aria un pozzo di petrolio con un carico di nitroglicerina. Per impadronirsi dell'esplosivo, cercano di mettere le mani su un carro che la trasporta. Inseguito dalla banda, il conducente del carro si dà alla fuga. I banditi, a loro volta, si trovano alle costole gli uomini dello sceriffo.

## Produzione
Il film fu prodotto dalla Selig Polyscope Company.

## Distribuzione
Distribuito dalla General Film Company, il film - un cortometraggio in una bobina - uscì nelle sale cinematografiche statunitensi il 31 dicembre 1912.